# Paleoficologia

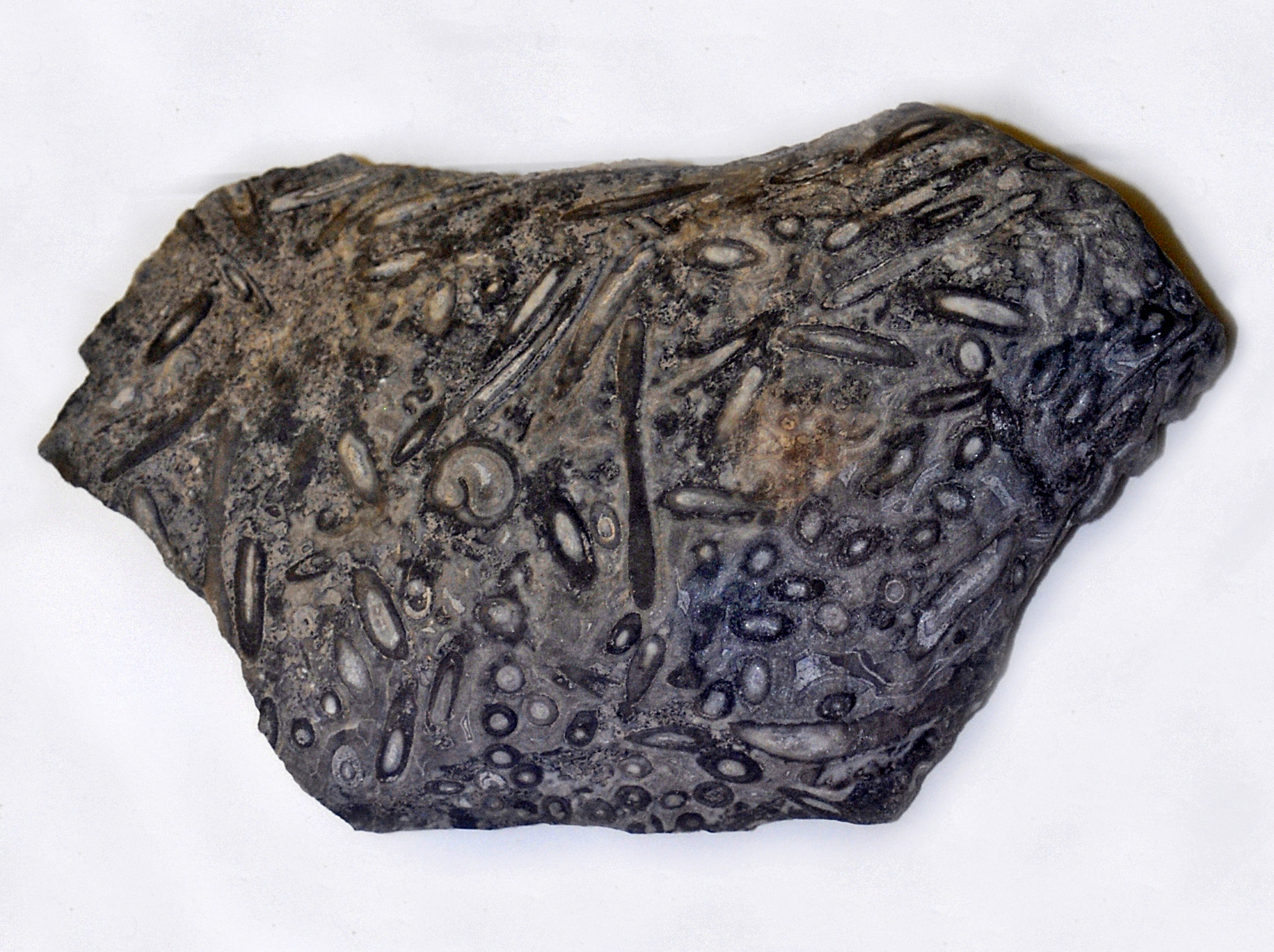
Fóssil de Diplopora annulata, uma alga verde marinha de águas rasas do Triássico da Itália

A Paleoficologia (também conhecida como paleoalgologia) é a especialidade da paleobotânica que trata do estudo e identificação de algas fósseis e suas relações evolutivas e ecológicas.  
O campo é muito importante na paleolimnologia, pois as algas são bons indicadores de ecossistemas fósseis. Os mais familiares são frústulas fósseis de diatomáceas e traços biogeoquímicos de pigmentos de algas em sedimentos de lagos. Esses fósseis são pistas para as mudanças na disponibilidade de nutrientes e na ecologia dos lagos.  
Alguns paleoficólogos:

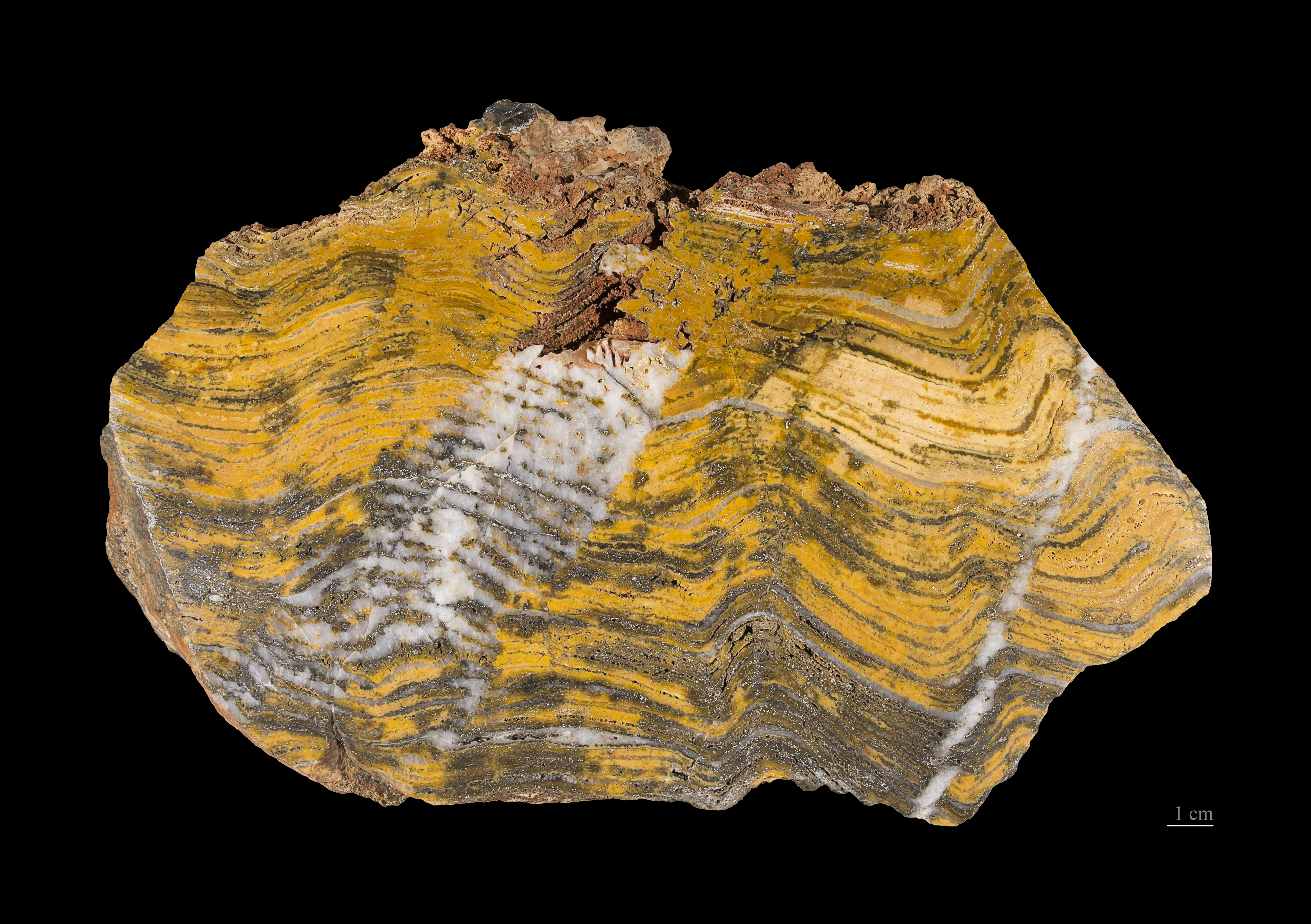
Estromatólitos fósseis do cráton Arqueano Pilbara da Austrália Ocidental

- John P. Smol, um paleolimnólogo canadense
- Stanley Awramik, um paleontólogo pré-cambriano americano
- Bruno RC Granier, estratígrafo e micropaleontólogo francês [5]
- Robert Riding, geólogo britânico e especialista em algas calcárias e estromatólitos [6]